# Steve Molitor
Steve Molitor (ur. 4 kwietnia 1980 w Sarni) – kanadyjski bokser, mistrz świata organizacji IBF w kategorii junior piórkowej (do 122 funtów).

## Kariera sportowa
Karierę bokserską rozpoczął w 2000. 10 listopada 2006 zdobył wakujący tytuł mistrza świata organizacji IBF, nokautując w piątej rundzie Brytyjczyka Michaela Huntera.
W swojej pierwszej obronie mistrzowskiego pasa, 14 lipca 2007, wygrał z południowoafrykańskim pięściarzem Takalani Ndlovu. W dziewiątej rundzie Kanadyjczyk trzy razy kładł Ndlovu na deski. Po trzecim knockdownie sędzia ogłosił zwycięstwo Molitora przez techniczny nokaut. W październiku tego samego roku pokonał jednogłośnie na punkty pięściarza z Tajlandii, Fahsana 3K Battery.
Rok 2008 rozpoczął od zdecydowanego zwycięstwa na punkty z Ricardo Castillo. 5 kwietnia 2008, także na punkty, pokonał oficjalnego pretendenta do tytułu wyznaczonego przez IBF, Fernando Beltrana Jr. W sierpniu tego samego roku pokonał przez techniczny nokaut w dziesiątej rundzie Ceferino Labardę.
21 listopada 2008 roku, w walce unifikacyjnej przegrał przez techniczny nokaut w czwartej rundzie z mistrzem świata WBA, Celestino Caballero.
Na ring powrócił w czerwcu 2009 roku, pokonując niejednogłośną decyzją sędziów Heriberto Ruiza. W 2009 roku stoczył jeszcze dwa pojedynki. 4 września znokautował w piątej rundzie Dario Azuagę, a 21 listopada pokonał jednogłośnie na punkty Jose Saeza, mimo że w piątej rundzie leżał na deskach.